# Supercoppa LNP 2023
La Supercoppa LNP 2023, denominata Supercoppa LNP 2023 Old Wild West per ragioni di sponsorizzazione, è stata l'8ª edizione della Supercoppa LNP.

## Fase finale
Le final four si sono svolte a Montecatini il 23 e il 24 settembre 2023

### Semifinali
Gara 1
- Real Sebastiani Rieti-Gruppo Mascio Treviglio 74-92 (parziali: 22-26; 21-32; 16-29; 17-6)

Gara 2
| Montecatini Terme 23 settembre 2023, ore 16:15 Semifinale                                                                            | Trapani Shark | 82 – 62 (22-13; 47-30; 64-47) referto | Scaligera Verona | PalaTerme |
| Notae 21 Punti 15 Devoe Notae 6 Assist 4 Stefanelli Marini , Mobio 5 Rimbalzi 9 Murphy Daniele Parente Allenatori Alessandro Ramagli |               |                                       |                  |           |
| |               |                                       |                  |           |
| Notae 21 | Punti         | 15 Devoe                              |                  |           |
| Notae 6 | Assist        | 4 Stefanelli                          |                  |           |
| Marini, Mobio 5 | Rimbalzi      | 9 Murphy                              |                  |           |
| Daniele Parente | Allenatori    | Alessandro Ramagli                    |                  |           |

### Finale
| Montecatini Terme 24 settembre 2023, ore 19:00 Finale                                                                                               | Trapani Shark | 83 – 67 (26-18; 43-34; 62-59) referto | Blu Treviglio | PalaTerme |
| Pullazi 15 Punti 16 Guariglia , Pacher Rodríguez , Imbrò 4 Assist 6 Vitali Mobio 11 Rimbalzi 7 Pacher Daniele Parente Allenatori Alessandro Finelli |               |                                       |               |           |
| |               |                                       |               |           |
| Pullazi 15 | Punti         | 16 Guariglia, Pacher                  |               |           |
| Rodríguez, Imbrò 4 | Assist        | 6 Vitali                              |               |           |
| Mobio 11 | Rimbalzi      | 7 Pacher                              |               |           |
| Daniele Parente | Allenatori    | Alessandro Finelli                    |               |           |